# Velm-Götzendorf
Velm-Götzendorf är en ort och kommun  i Österrike. Den ligger i distriktet Gänserndorf i förbundslandet Niederösterreich, 43 km nordost om huvudstaden Wien.